# Attagenus seminiger
Attagenus seminiger is een keversoort uit de familie spektorren (Dermestidae). De wetenschappelijke naam van de soort werd in 1863 gepubliceerd door Léon Marc Herminie Fairmaire.